# Louis Lucien Baclé

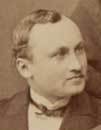
Louis Lucien Baclé, 1877

Louis Lucien Baclé, auch Louis-Lucien Bâclé, (* 17. Februar 1853 in Auteuil, Département Oise; † 20. November 1938) war ein französischer Bauingenieur.

## Beruflicher Werdegang
Louis Lucien Baclé war ein Sohn des Bauern Louis Marie Baclé († 1918) und dessen Ehefrau Lucie Anasthasie, geb. Square. Er studierte ab 1872 in Paris an der Ecole Polytechnique und ab 1874 an der Ecole Superieure des Mines.
Er arbeitete vier Jahre als Ingenieur bei der Compagnie des chemins de fer du Nord und wechselte anschließend zur Compagnie des Forges de Châtillon et Commentry. Dort spezialisierte er sich erfolgreich auf die Herstellung von militärischen Produkten. Schließlich trat er 1890 in die Fabriken von Marrel Frères in Rive-de-Gier ein, wo er 48 Jahre lang als Ingenieur und Verwalter arbeitete. Er war bis zu seinem Tod Vizepräsident dieser Firma und sein Rat wurde immer noch sehr geschätzt.

## Ehrenamtliche Tätigkeiten
Seit Beginn seiner Karriere im Jahr 1882 war er Mitglied der französischen Gesellschaft für Bauingenieure, in der er 56 Jahre lang besonders aktiv war: 1904 als Mitglied des Ausschusses, 1922 als Abteilungspräsident und 1926 schließlich Präsident. Er war auch Präsident der Gesellschaft zur Förderung der nationalen Industrie, Vizepräsident der Gesellschaft der Landwirte Frankreichs, Präsident der Neuen Hilfsgesellschaft sowie Präsident des Kurialrates von St-Vincent-de-Paul de Paris und Saint-Crépin-Ibouvillers (Oise). Außerdem war er 1905–1906 und 1912–1919 Präsident der Vereinigung der Alumni de l’Ecole des Mines sowie Präsident des Ausschusses für die Verstorbenen der Ecole des Mines de Paris.

## Würdigung
Seine Verdienste um die Industrie und das Land haben ihm viele Auszeichnungen eingebracht: Das Offizierskreuz der Ehrenlegion, und den Offiziersstatus bei L’Instruction Publique, die Silbermedaille bei der Weltausstellung Paris 1889 sowie die Silbermedaille der französischen Vereinigung zur Förderung der Wissenschaft und die der Gesellschaft zur Förderung der nationalen Industrie.

## Veröffentlichungen
Er hat ausführlich im Génie Civil und im Bulletin der Société d’Encouragement veröffentlicht sowie mehrere Bücher herausgegeben:
- Les voies ferrées. G. Masson, 1882.
- Mariage de M. Louis-Lucien Baclé, avec Mlle Anna Leduc 27 mai 1878.

Seine technischen und administrativen Funktionen hinderten ihn nicht daran, sich wie in den folgenden Veröffentlichungen auch moralischen Spekulationen zuzuwenden:
- La vie future devant la sagesse antique et la science moderne. 1907.
- La crise morale devant la science morale. 1907.[1]